# 也门民主共和国
也门民主共和国（阿拉伯语：‎ Jumhūrīyat al-Yaman ad-Dīmuqrāṭīyah），于1994年5月21日宣告成立，首都亚丁，由总统阿里·萨利姆·比德与总理海达尔·阿布·巴克尔·阿塔斯领导。

## 也门统一后的矛盾
1990年5月22日，阿拉伯也门共和国（即北葉門）和也门民主人民共和国（即南葉門）宣布统一，成立葉門共和国。新国家的总统委员会主席、政府第一副总理由北也门出任，副主席、政府总理由南也门出任。根据协议，阿里·阿卜杜拉·萨利赫与阿里·萨利姆·比德分任正副总统。这是一个世纪以来也门首次宣布统一。在此期间，双方建立了统一的议会，并制订了一部统一的宪法。但是由于经济和社会等方面固有的差异和权力、利益分配上的分歧，统一之后南北双方领导人之间的矛盾逐渐激化。
1993年4月，也门举行大选。同年8月，副总统阿里·萨利姆·比德出走至原南方首都亚丁，表示在其期望得不到满足之前，绝不会回到政府。北方针对葉門社会党的暴力活动，以及南方经济边缘化等问题，均在比德的诉求之列。企图终结政治僵局的谈判拖至1994年。
1994年2月20日，葉門南北双方领导人在约旦安曼签署协定，但未能制止内战爆发。

## 内战
1994年4月27日，萨那附近的阿姆兰发生了一次成规模的坦克交火。双方都指责对方挑衅。自4月27日开始，分裂伴随着战事持续了几个星期。1994年5月5日凌晨，也门北南双方出动战斗机相互轰炸原双方首都等重要城市，也门爆发全面内战。总统萨利赫宣布全国进入为期30天的紧急状态，外国侨民纷纷撤离也门。也门政府下令解除比德副总统职务，南方军队向萨那发射了飞毛腿导弹，并导致数十位平民死亡。
1994年5月21日，也门南方领导人比德通过亚丁电台、电视台发表《告人民书》，宣布南方脱离也门共和国，再次成立“也门民主共和国”，这意味着统一不久的也门重新陷入分裂。也门民主共和国的领导人中，不仅有比德和阿塔斯等也门社会党人士，还包括了曾在前也门民主人民共和国时期极力反对一党专制的激进派人物。
在1994年也门内战中，也门民主共和国代表了被削弱后的南方势力。也门民主共和国获得了邻国价值数十亿美元的装备与财政援助，尤其是对统一的也门感到威胁的沙特阿拉伯。但是，新政权未能取得国际社会的承认。内战过程中，美国一再呼吁双方回到谈判桌。各种相关尝试，例如联合国派遣特使或俄罗斯斡旋，均未奏效。
也门民主共和国的短暂国祚，从1994年5月21日延续到同年7月7日。除空袭外，内战战场主要位于也门南方。5月中旬，北方的政府军开始向亚丁推进。5月24日，南方石油重镇阿塔克被政府军攻占。
与此同时，联合国安理会通过924号决议，要求交战双方停火。6月6日，双方实现了短暂的停火。但随着在开罗进行的停战谈判宣告破裂，这次停火仅仅维持了6个小时。

## 灭亡
战局迅速向不利于南方的方向发展。同年7月4日，政府军进入南方首都亚丁。前南方政要阿里·纳赛尔·穆罕默德·哈萨尼的支持者们大力协助政府军的军事行动，并参与打击、抓捕分裂分子。
7月5日，也门政府军攻入穆卡拉，南方领导人比德及5名助手于6日乘快艇离开也门逃亡阿曼苏丹国。在穆卡拉与亚丁沦陷于政府军之手后，也门政府发言人7日晚宣布，持续了近两个月的也门内战已经结束。
1994年也门内战由此告终，也门民主共和国灭亡，也门重归统一。